# Badain-Jaran-Wüste
Die Badain-Jaran-Wüste (chinesisch 巴丹吉林沙漠, Pinyin Bādānjílín Shāmò; mongolisch ᠎‍‌᠍᠎‍‌᠍ᠪᠠᠳᠠᠢ
᠎‍‌᠍᠎‍‌᠍ᠵᠢᠨ
ᠵᠢᠷᠠᠨ
᠎‍‌᠍᠎‍‌᠍ᠪ
ᠡᠯᠡᠰᠤ᠎‍‌᠍᠎‍‌᠍ Badai-yin J̌iran-u Elesü) ist ein Sandmeer in Zentral-Nord-China. Sie ist eine einzigartige geomorphologische Einheit mit der größten Megadüne der Erde, brummendem Sand und zahlreichen Seen.
Es herrscht hyperarides Klima. Mit rund 52.000 km2 ist sie die zweitgrößte Wüste Chinas. Der Name („Die Sechzig des Badai“) leitet sich von einem Hirten namens Badai ab, der der Legende nach vor einigen hundert Jahren sechzig größere und kleinere Seen in der Wüste entdeckt haben soll.
In der Baidain-Jaran-Wüste befindet sich der Ostwind-Landeplatz für Raumflugkörper der Strategischen Kampfunterstützungstruppe der Volksbefreiungsarmee. Im Jahr 2024 wurde die Wüste in die Liste des UNESCO-Welterbes aufgenommen.

## Geografie
Die Badain-Jaran-Wüste befindet sich auf dem Gebiet des Rechten Alxa-Banners und des Ejin-Banners in der westlichen Inneren Mongolei der Volksrepublik China. Sie liegt im Nordwesten des Alxa Plateaus und ist Teil der Alxa-Wüste, die ihrerseits zur Wüste Gobi gehört. Das Sandmeer der Badain Jaran wird wie folgt begrenzt: Im Süden durch die Heli-, Beidai- und Heishantou-Berge, die es vom Hexi-Korridor abtrennen, im Südosten durch den Yabrai-Salzsee und die Yabrai-Berge, im Osten durch die Staatsstraße S317 und die Zongnai-Berge, im Norden und Nord-Westen durch das ebene Tiefland des seit Anfang der 1990er Jahre ausgetrockneten Guaizihu-Feuchtlands und des Gülnei-Graslands, und im Westen reicht ein Streifen bis an den Fluss Heihe.
Die Wüste ist ein Sandmeer mit einer Ausdehnung von 442 km in Ost-West-Richtung und 354 km in Süd-Nord-Richtung. Mit einer Gesamtfläche von 52.162 km2 ist sie die zweitgrößte Wüste in China und die viertgrößte der Erde. Sie liegt zwischen 900 und 1500 m Höhe über dem Meer.
Mehr als zwei Drittel der Fläche wird von Megadünen eingenommen, die mehr als 100 m hoch sind. Diese erreichen Höhen von bis zu 480 m, bei durchschnittlichen Höhen von 200 bis 300 m und sind damit die höchsten der Erde. Zwischen den höchsten Dünen, auf einer Fläche von 4.000 km2 konzentriert, befinden sich mehr als 142 abflusslose Seen mit jeweils mehr als 1000 m2 Wasserspiegel. Die Anzahl und die Größe der Seen variiert über die Jahre leicht, wobei einige auch nur saisonal bestehen.

## Klima
Es herrscht ein extremes Kontinentalklima, das sich in extremer Trockenheit, kräftigen Sonnenschein und relativ geringen Niederschlägen äußert. Badain Jaran wird als kalte Wüste mit hyperaridem Klima klassifiziert.
Die Temperaturen variieren zwischen ca. −10 °C im Januar und ca. 25 °C im Juli, mit mittleren jährlichen Temperaturen um 8 °C. Der Sand kann an der Oberfläche Temperaturen von 70–80 °C erreichen. Die mittleren jährlichen Niederschlagshöhen betragen im Süden 35 bis 43 mm und nehmen nach Norden hin auf 90 bis 115 mm zu. Der meiste Regen fällt von Juli bis September durch den Ostasiatischen Sommer-Monsun. Die mittlere Windgeschwindigkeit beträgt 4 m/s (Windstärke 3), an etwa 30 Tagen im Jahr herrscht stürmischer Wind mit Windstärke 8.

## Nouerto See

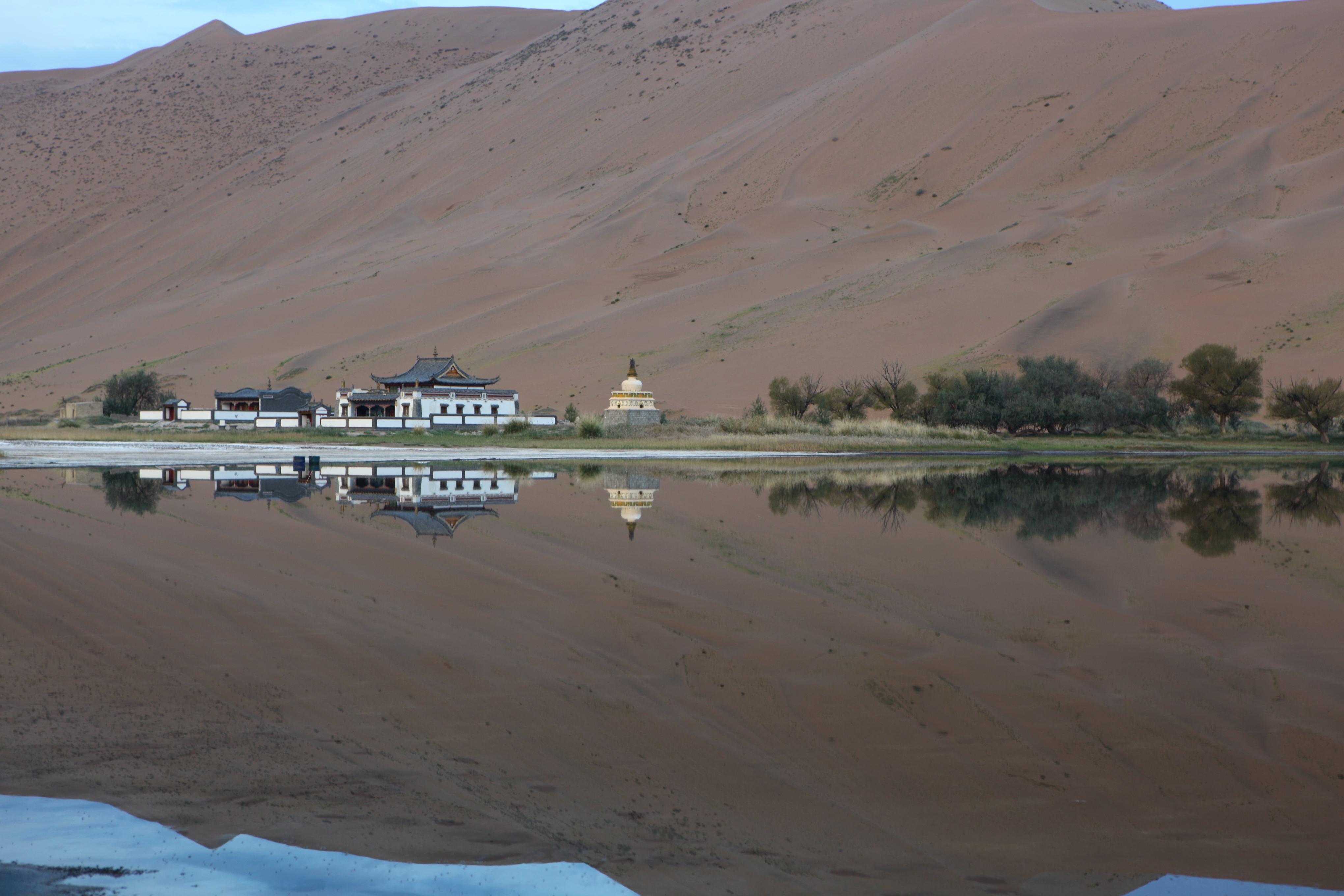
Buddhistisches Kloster am Nouertu See zwischen den Megadünen im Südosten des Badain-Jaran-Sandmeers.

Der Nouerto-See ist der größte See in dem Gebiet. Er hat einen Wasserspiegel von 1,46 km2 und ist über 16 m tief. An seinem Ufer befindet sich ein lamaistisches Kloster, das 1868 in Erinnerung an Mani Tulku gegründet wurde. Die Baumaterialien wurden aus hunderten, sogar über tausend Kilometern Entfernung mit Kamelen herangeschafft. Es ist im Stil eines tibetanisch-buddhistischen Tempels erbaut.